# Hauffenia minuta
Hauffenia minuta là một loài ốc cỡ nhỏ nước ngọt có nắp, là động vật thân mềm chân bụng sống dưới nước thuộc họ Hydrobiidae. Loài này có ở Pháp và Thụy Sĩ.